# Kulykiv
Kulykiv (en ucraniano: Куликів, en polaco: Kulików) es un asentamiento de tipo urbano de Ucrania perteneciente al raión de Leópolis de la óblast de Leópolis. Se encuentra a unos 15 km al norte de la ciudad de Leópolis.
En 2017, el asentamiento tenía una población de 4056 habitantes. Desde la reforma territorial de 2020 es sede de un municipio con una población total de más de once mil habitantes, que incluye 16 pueblos como pedanías: Artásiv, Velyki Dóroshiv, Vídniv, Hrebintsi, Zvértiv, Kosteyiv, Kósheliv, Mali Dóroshiv, Mérvychi, Mohyliany, Nádychi, Nové Seló, Peremyvky, Smerékiv, Stroniatyn y Sulýmiv.
Hasta el 18 de julio de 2020, Kulykiv pertenecía al raión de Zhovkva.

## Economía

### Transporte
La estación de tren de Kulykiv está en el selo de Mervychi, a unos 2 kilómetros (1,2 mi) oeste del asentamiento, siendo relativamente lejano. Está en el ferrocarril que conecta Lviv a través de Zhovkva con Rava-Ruska. Hay poco tráfico de pasajeros, más que nada por lo reducido de la población.
El asentamiento está en la autopista M09 que conecta Lviv con Rava-Ruska, cruza a Polonia y continúa hasta Zamość.